# Line Gaudard
Line Gaudard, née à Lausanne, est une musicienne, harpiste et enseignante vaudoise.

## Biographie
Line Gaudard commence l'étude de la harpe dans la classe de Christine Fleischmann. Elle poursuit des études professionnelles dans la classe de Chantal Mathieu, obtient un diplôme d’enseignement en 1990 puis un diplôme d'honneur à l'académie de musique de Sienne, dans la classe de Suzanna Mildonian en 1991. En 1993, elle obtient un premier prix de virtuosité avec félicitations du jury dans la classe de Chantal Mathieu.
Line Gaudard est nommée dès 1990 professeur au Conservatoire de Neuchâtel et occupe depuis 1998 le poste de harpe solo à l'orchestre symphonique et à l'opéra de Berne. Elle se produit en tant que soliste mais aussi en formation de musique de chambre avec les musiciens de cet orchestre.
Par ailleurs, Line Gaudard fonde en 1990 le Quatuor Harpège avec trois autres harpistes virtuoses issues de la classe de Chantal Mathieu, Marie-Luce Challet Raposo, Nathalie Chatelain et Isabelle Martin-Achard Mollet, qui interprète (et crée régulièrement) des œuvres originales et des transcriptions. Le Quatuor Harpège donne des concerts dans toute l'Europe et a enregistré deux CD, en 1994 et 2001, contribuant à faire connaître ce répertoire particulier et sa sonorité propre.

## Sources
- « Line Gaudard », sur la base de données des personnalités vaudoises sur la plateforme « Patrinum » de la Bibliothèque cantonale et universitaire de Lausanne.
- Harpège sur scène dimanche", Le Progrès, Lyon, 2000/12/16
- "Les drôles de dames aux doigts de fées", Le Progrès, Lyon, 2000/12/22.